# Ринкова капіталізація
Ри́нкова капіталіза́ція (англ. market capitalization) акціонерної компанії — це поточна вартість усіх її акцій. Її обчислюють шляхом помноження кількості акцій компанії, випущених в обіг, на їхню вартість, яка формується в певний конкретний момент на фондовому ринку.
Величина ринкової капіталізації та її зростання часто є характеристиками успішності акціонерної компанії.
Ринкова капіталізація значною мірою не прив'язана до історії акціонерної компанії, оскільки ціна акцій залежить від очікувань майбутніх прибутків, економічних і грошових умов.